# Centro Democratico
Centro Democratico (CD; deutsch: „Demokratisches Zentrum“) ist eine christlich-soziale und sozialliberale Kleinpartei der politischen Mitte in Italien. Seit ihrer Gründung 2012 wird sie von Bruno Tabacci geführt. Vizevorsitzende der Partei waren von 2013 bis 2014 Pino Pisicchio (vormals ApI) und Aniello Formisano (vormals IdV); seit 2015 sind es Angelo Sanza und Elena Torri.

## Geschichte
Die Partei wurde am 28. Dezember 2012 gegründet. Sie vereinigte wesentliche Teile der Partei Alleanza per l’Italia (ApI; der Tabacci zuvor angehört hatte) sowie die Gruppierung Diritti e Libertà („Rechte und Freiheit“), eine Abspaltung von der Partei Italia dei Valori (IdV) unter Führung des Abgeordneten Massimo Donadi. Zur Parlamentswahl 2013 trat das Centro Democratico im Rahmen des von der Partito Democratico (PD) geführten Mitte-links-Bündnisses Italia. Bene Comune an, in dem es die am stärksten zur Mitte tendierende Komponente darstellte. Bei der Vorwahl um die Spitzenkandidatur des Bündnisses erhielt Tabacci 1,4 %.
Bei der eigentlichen Parlamentswahl bekam das CD 0,5 % der Stimmen und sechs Abgeordnetensitze in der Camera dei deputati (keine hingegen im Senat). Anschließend unterstützte die Partei die „Große Koalition“ von Enrico Letta, ohne jedoch Posten in der Regierung zu besetzen. Das änderte sich im Februar 2014: in den Kabinetten Renzi und Gentiloni stellte die CD mit Domenico Rossi einen Staatssekretär im Verteidigungsministerium (bis Juni 2018). Auf regionaler Ebene schnitt die Partei am stärksten in der süditalienischen Basilicata ab, dort erhielt sie 2013 bei der Regionalwahl 5,05 % der Stimmen.
Bei der Europawahl 2014 trat CD nicht mit einer eigenen Liste an, sondern vereinigte sich mit weiteren Kleinparteien (darunter Scelta Civica) zur Scelta Europea („Europäische Wahl“), die jedoch kein Mandat erhielt. Ab November 2014 bildeten die Abgeordneten des Centro Democratico eine Fraktionsgemeinschaft mit Per l’Italia (einer christdemokratischen Abspaltung von Scelta Civica) bzw. ab Januar 2016 mit der daraus hervorgegangenen Partei Democrazia Solidale von Lorenzo Dellai.
Zur italienischen Parlamentswahl 2018 trat das Centro Democratico ebenfalls im Verbund mit anderen Kleinparteien (u. a. Radicali Italiani) als Liste +Europa unter Führung von Emma Bonino an, die die liberale Komponente des von der PD geführten Mitte-links-Bündnisses darstellte. Diese Liste erhielt 2,5 % der Stimmen, was in drei Abgeordneten- und einem Senatssitz resultierte. Allerdings ist Tabacci seither der einzige Abgeordnete mit CD-Parteibuch. Seit September 2019 unterstützt das CD die Regierung Conte II aus PD und Movimento 5 Stelle. Deshalb trennte es sich von +Europa, die in der Opposition blieb.